# 715
Évszázadok: 7. század – 8. század – 9. század
Évtizedek: 660-as évek – 670-es évek – 680-as évek – 690-es évek – 700-as évek – 710-es évek – 720-as évek – 730-as évek – 740-es évek – 750-es évek – 760-as évek
Évek: 710 – 711 – 712 – 713 –  714 – 715 – 716 – 717 – 718 – 719 – 720

## Események

### Omajjád Kalifátus
- Februárban 41 éves korában meghal I. al-Valíd kalifa. Utódja öccse, Szulejmán, akinek egyik első dolga hogy saját híveit állítja a tartományok élére.
- Szulejmán felszólítja a Hispániát meghódító Músza ibn Nuszajrt hogy szolgáltassa be minden hadizsákmányát. Mikor Músza tiltakozik, megfosztja őt minden rangjától és elkobozza a zsákmányt.
- A Ferganában hadakozó Kutajba ibn Muszlim horászáni kormányzó fellázad Szulejmán ellen, de augusztusban saját katonái megölik.
- A Szulejmán ellenségének számító Muhammad ibn al-Kászimot (Szindh meghódítóját) letartóztatják és meggyilkolják.

### Európa
- II. Anasztasziosz bizánci császár leváltja a monothélita VI. Ioannész konstantinápolyi pátriárkát és I. Germanoszt nevezi ki a helyére.
- A kalifa halálát kihasználva II. Anasztasziosz hadjáratot tervez Szíriába és Rodosznál vonja össze a flottát. A flotta legénysége fellázad a császár ellen, megölik a tengernagyukat, áthajóznak Kis-Ázsiába és egy állítólag vonakodó adószedőt, III. Theodoszioszt kikiáltják császárrá. Ezután Konstantinápolyhoz hajóznak és hat hónapig blokád alatt tartják a várost, míg ottani híveik be nem engedik őket. A Nikaiába menekült II. Anasztasziosz lemond a trónról és kolostorba vonul.
- A Frank Birodalomban Herstali Pippin majordomus előző évi halálát követően belháború tör ki. A vazallus frízek királya, Radbod kikiáltja függetlenségét, sereget gyűjt és betör a birodalomba; hasonlóképpen tesznek a szászok is. A neustriai nemesség Pippin unokája, a kilenc éves Theudoald helyett Ragenfridet választja meg majordomusnak. Szeptemberben Ragenfrid fríz segítséggel a compiègne-i csatában legyőzi Theudoald seregét, aki visszavonul Kölnbe. Pippin törvénytelen fia, Martel Károly megszökik kölni börtönéből és az austrasiai nemesség kikiáltja őt majordomusnak. Odo aquitaniai herceg kikiáltja függetlenségét. A káoszt tovább fokozza, hogy a 16 éves (báb)király, III. Dagobert megbetegszik és meghal. A neustriai nemesek utódjául II. Childeric kolostorba zárt 43 éves fiát, II. Chilpericet választják meg.
- Meghal Constantinus pápa. Utóda II. Gregorius,[1]  aki elrendeli Róma városfalainak kijavítását.

### Japán
- Az 55 éves Genmei császárnő lemond a trónról lánya, Gensó javára. A császári cím várományosa továbbra is 14 éves unokája, Sómu marad.

## Születések
- Ifjabb Szent István, bizánci szerzetes, mártír

## Halálozások
- február 23. – I. al-Valíd, omajjád kalifa
- április 9. – Constantinus, római pápa[1]
- III. Dagobert, frank király
- Muhammad ibn al-Kászim, arab hadvezér
- Kutajba ibn Muszlim, arab hadvezér

## Fordítás
- Ez a szócikk részben vagy egészben  a(z)   715 című angol Wikipédia-szócikk ezen változatának fordításán alapul.  Az eredeti cikk szerkesztőit annak laptörténete sorolja fel. Ez a jelzés csupán a megfogalmazás eredetét és a szerzői jogokat jelzi, nem szolgál a cikkben szereplő információk forrásmegjelöléseként.